# La Chapelle, Savoie
La Chapelle este o comună în departamentul Savoie din sud-estul Franței. În 2009 avea o populație de 338 de locuitori.

## Evoluția populației
| An        | 1975 | 1982 | 1990 | 1999 | 2006 | 2009 |
| --------- | ---- | ---- | ---- | ---- | ---- | ---- |
| Populație | 232  | 219  | 239  | 268  | 311  | 338  |